# Vernéville
Ne doit pas être confondu avec Varnéville.
Vernéville est une commune française située dans le département de la Moselle (régions lorraine et administrative du Grand Est).

## Géographie

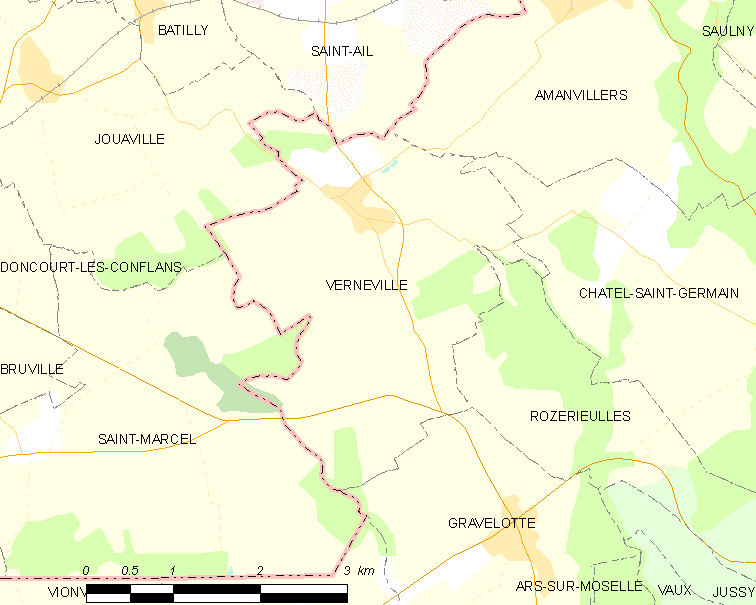
Carte de la commune.

## Accès

### Par route
- A4 (sortie Sainte-Marie-aux-Chênes) ou A31 (sortie Moulins-lès-Metz).

### Par bus
Réseau Le Met’ :
- P 103  depuis Metz

### Par car
- Aucune desserte par car, hormis en services scolaires.

### Par train
- Aucune desserte ferroviaire.

### Communes limitrophes
| Jouaville Meurthe-et-Moselle    | Saint-Ail Meurthe-et-Moselle | Amanvillers                       |
|                                 | Vernéville                   | Châtel-Saint-Germain Rozérieulles |
| Saint-Marcel Meurthe-et-Moselle |                              | Gravelotte                        |

### Hydrographie
La commune est située dans le bassin versant du Rhin au sein du bassin Rhin-Meuse. Elle est drainée par le ruisseau de Parfond Val et par celui de la Mance.

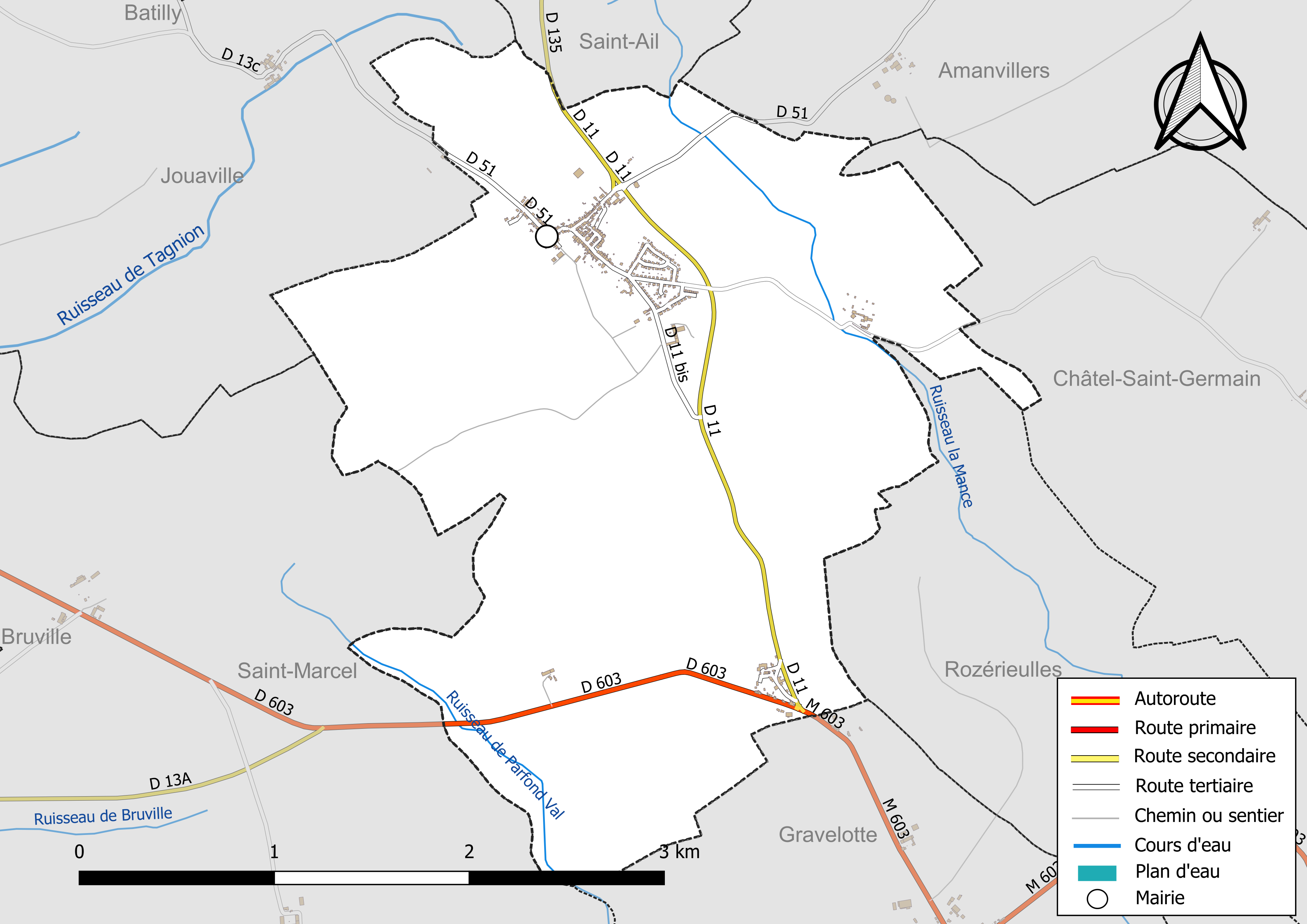
Réseaux hydrographique et routier de Vernéville.

### Climat
Pour des articles plus généraux, voir Climat du Grand Est et Climat de la Moselle.
En 2010, le climat de la commune est de type climat de montagne, selon une étude du Centre national de la recherche scientifique s'appuyant sur une série de données couvrant la période 1971-2000. En 2020, Météo-France publie une typologie des climats de la France métropolitaine dans laquelle la commune est exposée à un climat semi-continental et est dans la région climatique  Lorraine, plateau de Langres, Morvan, caractérisée par un hiver rude (1,5 °C), des vents modérés et des brouillards fréquents en automne et hiver. 
Pour la période 1971-2000, la température annuelle moyenne est de 9,4 °C, avec une amplitude thermique annuelle de 16,9 °C. Le cumul annuel moyen de précipitations est de 854 mm, avec 12,6 jours de précipitations en janvier et 9,1 jours en juillet. Pour la période 1991-2020, la température moyenne annuelle observée sur la station météorologique de Météo-France la plus proche, « Doncourt-lès-Conflans », sur la commune de Doncourt-lès-Conflans à 5 km à vol d'oiseau, est de 10,7 °C et le cumul annuel moyen de précipitations est de 710,3 mm. 
La température maximale relevée sur cette station est de 40,9 °C, atteinte le 25 juillet 2019 ; la température minimale est de −16,5 °C, atteinte le 26 décembre 2010,,. 
Les paramètres climatiques de la commune ont été estimés pour le milieu du siècle (2041-2070) selon différents scénarios d'émission de gaz à effet de serre à partir des nouvelles projections climatiques de référence DRIAS-2020. Ils sont consultables sur un site dédié publié par Météo-France en novembre 2022.

## Urbanisme

### Typologie
Au 1er janvier 2024, Vernéville est catégorisée bourg rural, selon la nouvelle grille communale de densité à sept niveaux définie par l'Insee en 2022.
Elle est située hors unité urbaine. Par ailleurs la commune fait partie de l'aire d'attraction de Metz, dont elle est une commune de la couronne,. Cette aire, qui regroupe 245 communes, est catégorisée dans les aires de 200 000 à moins de 700 000 habitants,.

### Occupation des sols
L'occupation des sols de la commune, telle qu'elle ressort de la base de données européenne d’occupation biophysique des sols Corine Land Cover (CLC), est marquée par l'importance des territoires agricoles (86,9 % en 2018), une proportion sensiblement équivalente à celle de 1990 (87,5 %). La répartition détaillée en 2018 est la suivante : 
terres arables (82,6 %), forêts (9,7 %), prairies (4,3 %), zones urbanisées (3,4 %). L'évolution de l’occupation des sols de la commune et de ses infrastructures peut être observée sur les différentes représentations cartographiques du territoire : la carte de Cassini (XVIIIe siècle), la carte d'état-major (1820-1866) et les cartes ou photos aériennes de l'IGN pour la période actuelle (1950 à aujourd'hui).

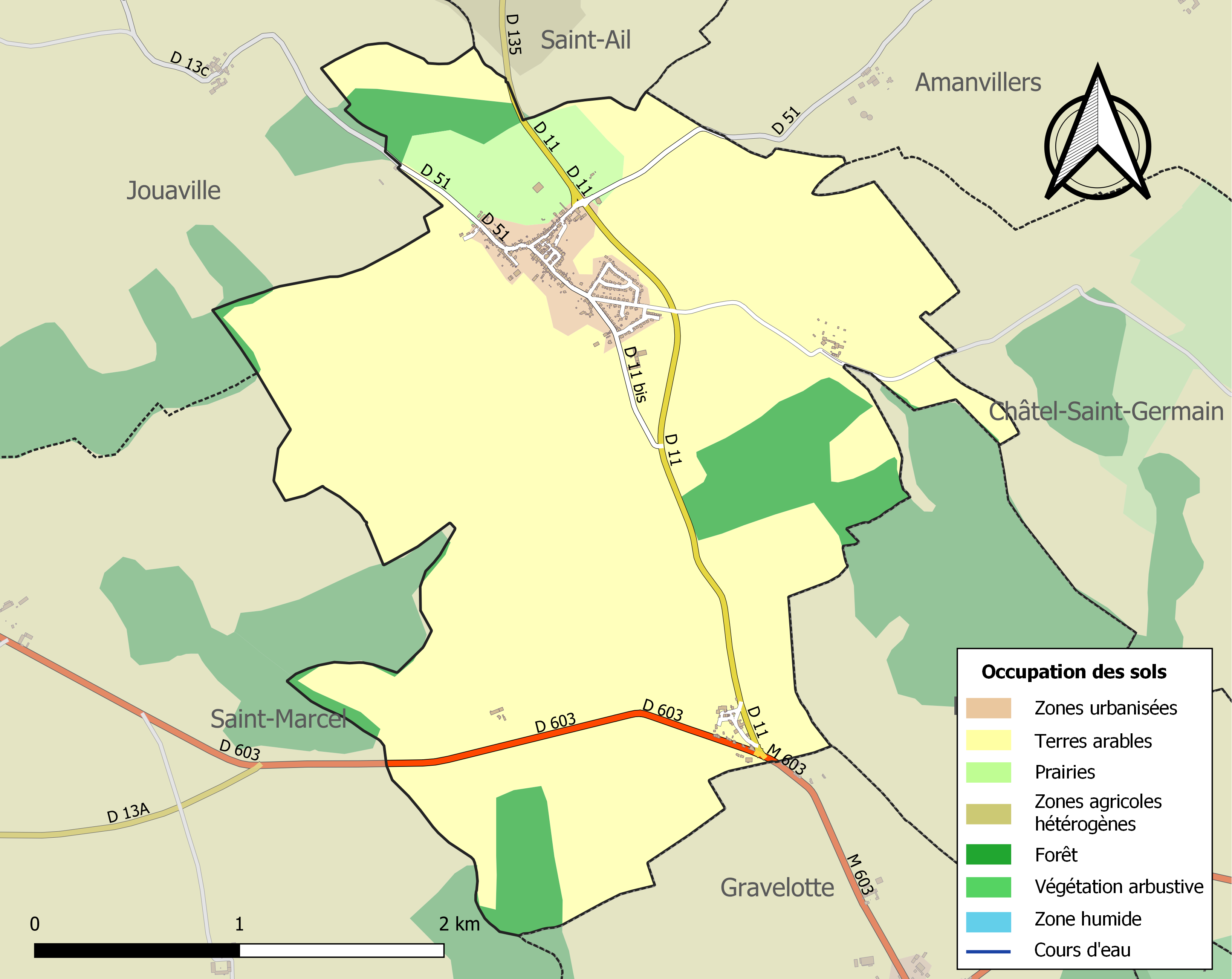
Carte des infrastructures et de l'occupation des sols de la commune en 2018 (CLC).

## Toponymie
- Vernumville (1206) ; Vernenville (1252) ; Warnauville (1297) ; Verenville (1330) ; Wernainville (1404) ; Wairneville (XVIe siècle) ; Warnevilla/Werneville (1544) ; Warninville (XVIIe siècle) ; Vairnéville (1601) ; Warneville (1635) ; Verneville (1793) ; Wernheim (1915-1918 et 1940-1944). En lorrain : Vernenvelle.

## Histoire

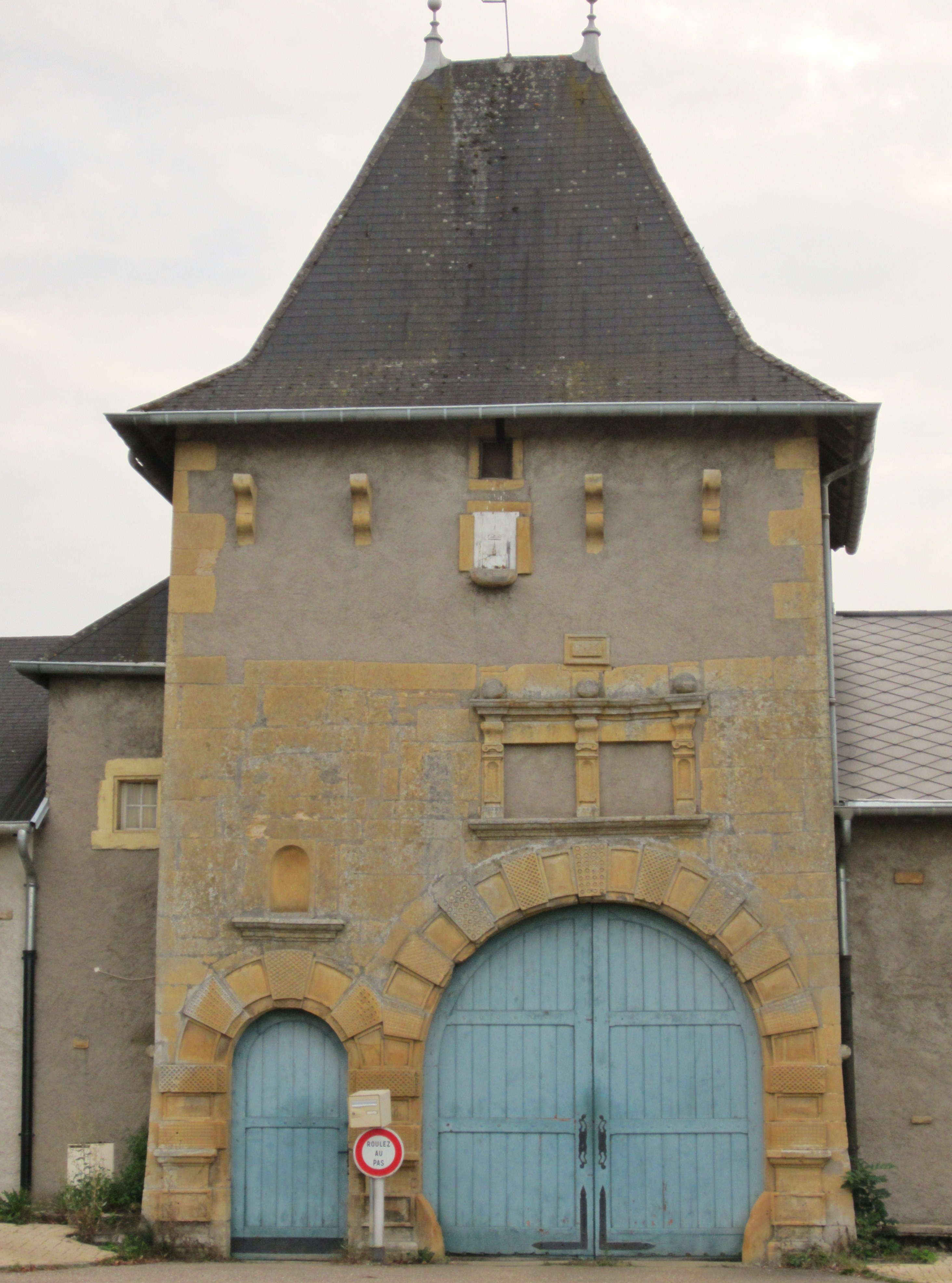
Porche avec mâchicoulis du château (1626).

Dépendait de l'ancien Val de Metz en Pays Messin. Seigneurie avec château fort, fief de la principauté épiscopale de Metz. 
En 1817, Vernéville, village de l'ancienne province des Trois-Évêchés, avait pour annexes les fermes de Chantrenne de Bagneux et de la Malmaison. À cette époque il y avait 590 habitants répartis dans 60 maisons.

## Politique et administration[14]
| Période                                  | Période        | Identité                 | Étiquette | Qualité |
| ---------------------------------------- | -------------- | ------------------------ | --------- | ------- |
| avant ...                                | septembre 1807 | Nicolas JACQUARD         |           |         |
| septembre 1807                           | avril 1812     | Nicolas JACQUARD         |           |         |
| avril 1812                               | mai 1815       | Louis HUYN de Vernéville |           |         |
| mai 1815                                 | janvier 1816   | Jean Nicolas ETIENNE     |           |         |
| janvier 1816                             | mai 1823       | Louis HUYN de Vernéville |           |         |
| mai 1823                                 | avril 1824     | Charles DURAND           |           |         |
| avril 1824                               | avril 1826     | Jean Nicolas METHLIN     |           |         |
| avril 1826                               | octobre 1830   | Gabriel-Antoine JOLY     |           |         |
| octobre 1830                             | novembre 1831  | Pierre BOULIER           |           |         |
| novembre 1831                            | juillet 1834   | Dominique MARION         |           |         |
| juillet 1834                             | septembre 1834 | Jean-François PELTIER    |           |         |
| septembre 1834                           | septembre 1896 | Paul HUYN de Vernéville  |           |         |
| septembre 1896                           | juillet 1932   | Adolphe BOULIER          |           |         |
| juillet 1932                             | octobre 1945   | Arthur WATRIN            |           |         |
| octobre 1945                             | mai 1954       | René LEGROS              |           |         |
| mai 1954                                 | mars 1959      | Jules LEONARD            |           |         |
| mars 1959                                | mars 1965      | Jules LEONARD            |           |         |
| mars 1965                                | mars 2001      | Gabriel WATRIN           |           |         |
| mars 2001                                | mars 2008      | Thérèse LAVALLEY         |           |         |
| mars 2008                                | mai 2020       | Mireille MAURY           |           |         |
| mai 2020                                 | février 2021   | Pierre BAUDRIN           |           |         |
| février 2021                             | En cours       | Yves DIEUDONNÉ           |           |         |
| Les données manquantes sont à compléter. |                |                          |           |         |

## Démographie
L'évolution du nombre d'habitants est connue à travers les recensements de la population effectués dans la commune depuis 1793. Pour les communes de moins de 10 000 habitants, une enquête de recensement portant sur toute la population est réalisée tous les cinq ans, les populations de référence des années intermédiaires étant quant à elles estimées par interpolation ou extrapolation. Pour la commune, le premier recensement exhaustif entrant dans le cadre du nouveau dispositif a été réalisé en 2005.

En 2022, la commune comptait 676 habitants, en évolution de +9,39 % par rapport à 2016 (Moselle : +0,52 %, France hors Mayotte : +2,11 %).
| 1793 | 1800 | 1806 | 1821 | 1836 | 1841 | 1861 | 1866 | 1871 |
| ---- | ---- | ---- | ---- | ---- | ---- | ---- | ---- | ---- |
| 779  | 558  | 602  | 638  | 730  | 731  | 705  | 672  | 622  |

| 1875 | 1880 | 1885 | 1890 | 1895 | 1900 | 1905 | 1910 | 1921 |
| ---- | ---- | ---- | ---- | ---- | ---- | ---- | ---- | ---- |
| 632  | 625  | 579  | 510  | 496  | 513  | 504  | 487  | 431  |

| 1926 | 1931 | 1936 | 1946 | 1954 | 1962 | 1968 | 1975 | 1982 |
| ---- | ---- | ---- | ---- | ---- | ---- | ---- | ---- | ---- |
| 413  | 410  | 473  | 303  | 382  | 435  | 438  | 449  | 432  |

| 1990 | 1999 | 2005 | 2006 | 2010 | 2015 | 2020 | 2022 | - |
| ---- | ---- | ---- | ---- | ---- | ---- | ---- | ---- | - |
| 565  | 617  | 574  | 598  | 581  | 622  | 670  | 676  | - |

## Économie

### Agriculture
La ferme-auberge de Chantereine propose des activités de restauration avec des produits de la ferme.

## Culture locale et patrimoine

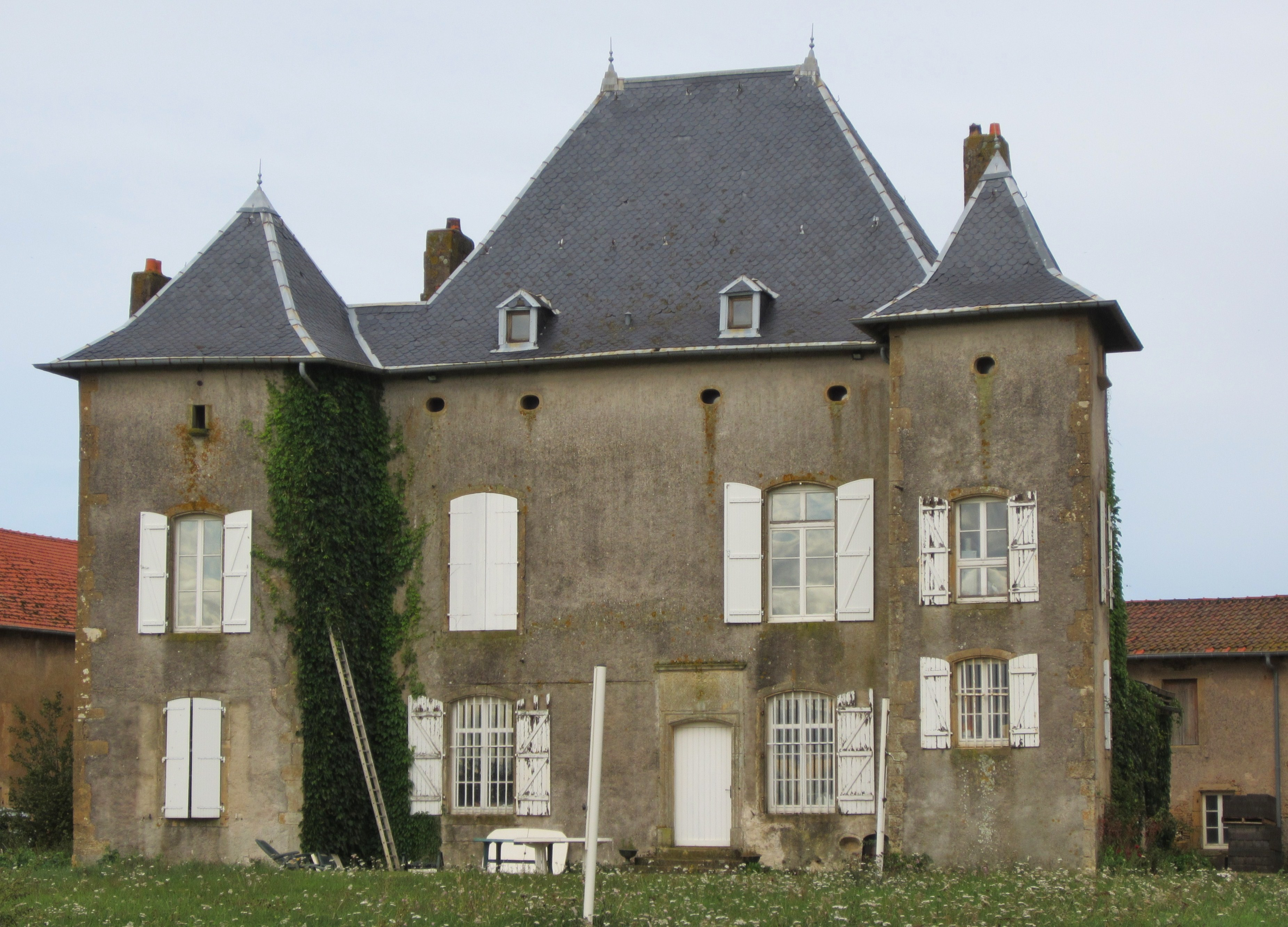
Château de Bagneux.

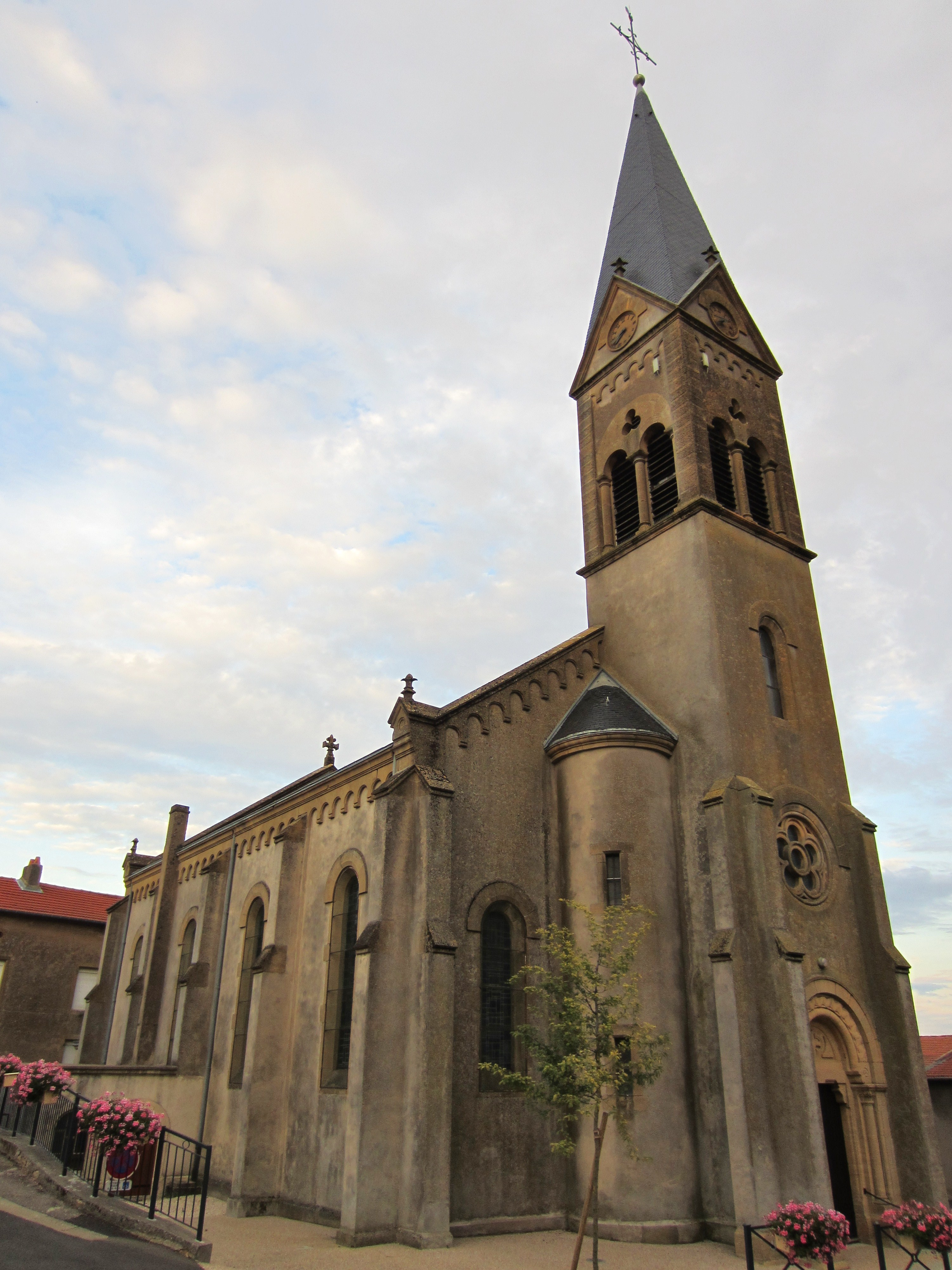
Église Saint-Éloi.

### Lieux et monuments

#### Édifice civils
- Château de Vernéville, de 1626, transformé au XXe siècle au niveau de son porche avec mâchicoulis.
- Château de Bagneux du XVIIIe (exploitation agricole).

#### Édifice religieux
- Église Saint-Éloi, néo-romane édifiée en 1880, avec chapelle castrale.

### Héraldique
| Blason de Vernéville | Blason  | Écartelé: aux 1er et 4e d'or à trois fasces ondées d'azur, aux 2e et 3e de sable à six billettes d'or posées 3 et 3 et au chef du même. |
| Blason de Vernéville | Détails | Le statut officiel du blason reste à déterminer.                                                                                        |